# Die Familie Bellelli

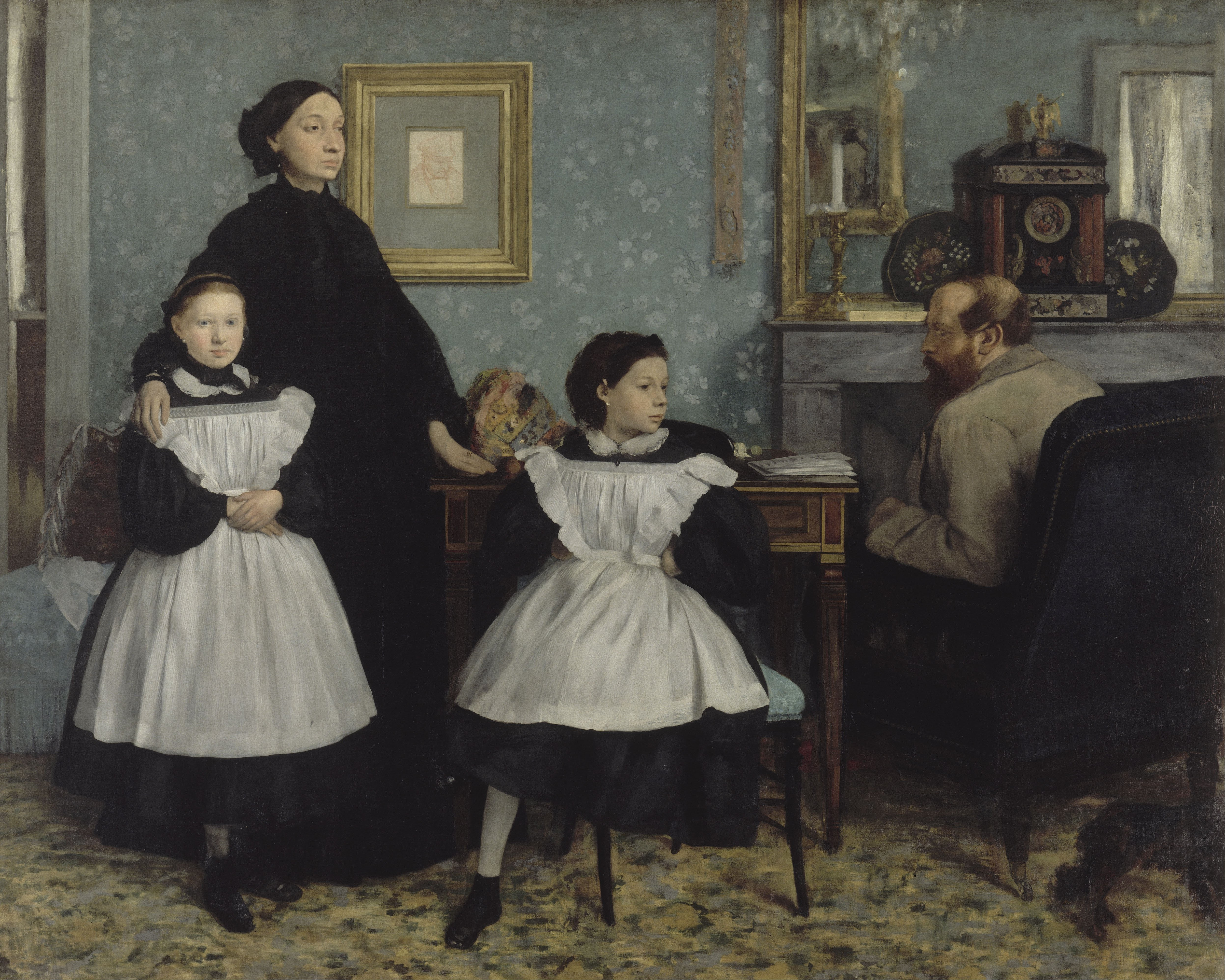
Edgar Degas: La famille Bellelli, 1858

Die Familie Bellelli ist der Titel eines Gemäldes von Edgar Degas. Es ist in Öl auf Leinwand gemalt und hat eine Höhe von 200 cm und eine Breite von 250 cm. Das von 1858 bis 1867 entstandene Porträt zeigt Degas‘ Tante Laure Bellelli und ihre beiden Töchter Giovanna und Giuliana. Seitlich sitzt, halb abgewandt, Laures Mann, der Rechtsanwalt, Publizist und Politiker Baron Gennaro de Bellelli. Das Gemälde gehört zu frühesten einer Reihe von Porträts, die Degas ab Ende der 1850er-Jahre malte. Es befindet sich in der Sammlung des Musée d’Orsay in Paris.
Es ist eines seiner Frühwerke, in dem Degas nicht nur Genre- und Porträtmalerei kombiniert, sondern auch seine Bewunderung für Maler wie Rembrandt oder Van Dyck anklingen lässt.

## Bildbeschreibung

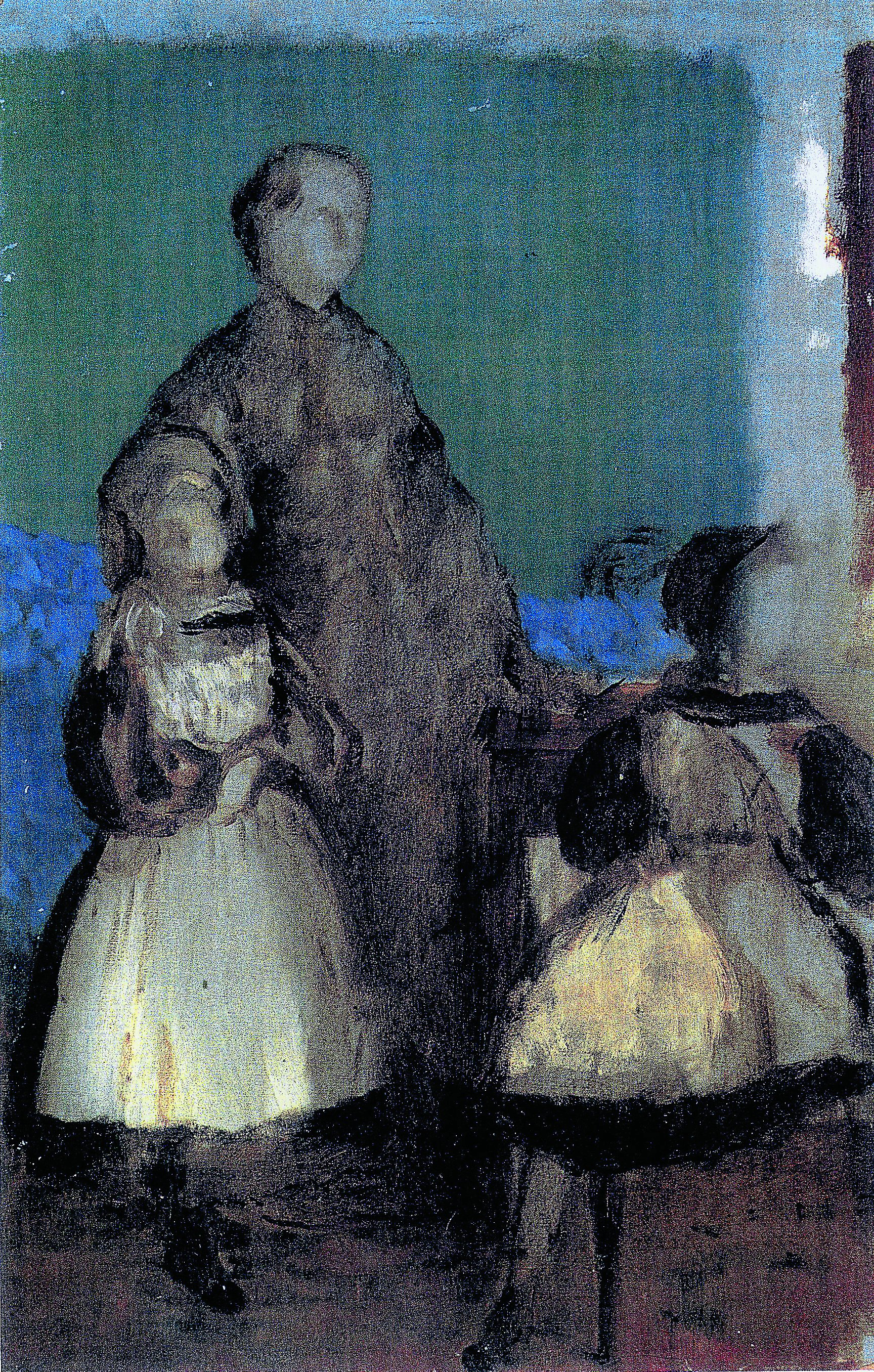
Edgar Degas: Studie für „La famille Bellelli“ (um 1860)

Dieses Gemälde illustriert sowohl eine bürgerliche Familie des 19. Jahrhunderts als auch einen Familienkonflikt. Es findet kaum ein Blickwechsel zwischen den Familienmitgliedern statt, jeder blickt in eine ganz andere Richtung. Nur der Vater, Gennaro Bellelli, scheint sich auf seine älteste Tochter zu konzentrieren. Tatsächlich stellt jeder Charakter einen eigenen Geisteszustand dar.
Die Mutter, Laure Bellelli, steht rechts im Gemälde hinter ihren Töchtern. Mit streng zusammengebundenen Haaren und in Schwarz gekleidet, scheint ihr Blick im linken Teil der Leinwand verloren zu sein. Wie von einem traurigen Gedanken erfüllt: Sie trauert um ihren verstorbenen Vater, dessen gezeichnetes Porträt gerahmt an der Wand hinter ihr hängt. Ihre Haltung hebt sich von den anderen im Werk dargestellten Personen ab: Sie ist körperlich anwesend, aber ihre Gedanken sind ganz woanders.
Die Ältere der beiden Töchter  steht ihrer Mutter zur Seite. Wie eine Parallele tritt sie in die Fußstapfen ihrer Mutter: Ihre Haltung, die Linien und die Farbe ihrer Kleidung ähneln denen ihrer Mutter und verstärken so die Nähe, die sie verbindet. Ihr Ganzkörperporträt zeigt sie als aufrechtes und lernwilliges kleines Mädchen, das den guten Sitten der bürgerlichen Klasse entspricht. Mit verschränkten Händen und in geschickter Haltung blickt sie den Betrachter an.
Mittig sitzt der Jüngste der Familie. Im völligen Gegensatz zu ihrer Schwester nimmt sie den zentralen Platz des Werkes ein. Ihre dem Betrachter zugewandte Haltung lässt darauf schließen, dass sie gelangweilt ist. Ihr Blick ist nach außen gerichtet und sie sitzt nicht „richtig“ auf ihrem Stuhl, so als ob sie möglichst schnell diesen Raum verlassen möchte. Vielleicht möchte sie der Katze folgen, wenn sie den Raum verlässt. Letztere führt auch zu einer erzählerischen Verkürzung, da man ihren Kopf nicht sehen kann: Die Katze ist das Einzige, das sich in diesem Porträt bewegt.

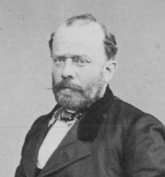
Senator Gennaro Bellelli (1813–1864)

Dem Vater, Gennaro Bellelli, wiederum wurde eine besondere Behandlung zuteil. Da er aus politischen Gründen im Exil war und bei den Entwurfssitzungen der Familienmitglieder nicht anwesend war, wird er allein in seiner Ecke auf der rechten Seite des Gemäldes dargestellt. Er sitzt in einem großen dunkelblauen Sessel vor dem Kamin und scheint auf den kleinen Raum und die Leinwand beschränkt zu sein. Dieser kleine Ort unterstreicht seine Abwesenheit innerhalb der Familie.
Des Weiteren wird der Blick des Betrachters auf eine Rötelzeichnung neben dem Gesicht der Baronin gelenkt. Die Zeichnung stellt ein Porträt des vor kurzem verstorbenen Großvaters Hilaire Degas dar, um welchen seine Tochter Laure trauert. Ungeklärt ist die Frage nach der augenscheinlichen Schwangerschaft der Gattin Bellellis, die zusätzlich durch eine Wiege hinter ihrer Person angedeutet wird.

## Hintergründe zur Entstehung des Bildes

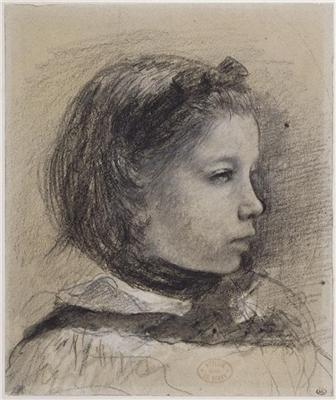
Edgar Degas: Giulia Bellelli, Studie für „La famille Bellelli“

Die ersten Studien zu diesem Porträt entstanden während Degas‘ dreijährigen Italien-Aufenthalts, als der 24-jährige in der Wohnung der Familie Bellelli in Florenz lebte. Seine Tante Laure hatte nach dem Aufstand von 1848 das Königreich Neapel verlassen müssen und lebte nach mehreren Stationen des Exils in Florenz. Die erzwungene Untätigkeit und die materielle Situation belasteten den Ehemann Gennaro schwer; die gedrückte Stimmung stürzt Degas’ Tante in Depressionen. Kurz nach seiner Ankunft fasst Degas, der sich mit Bellelli nicht versteht, aber zu Laure und den Cousinen eine große Zuneigung empfindet, den Entschluss zu einem Familienporträt. Er investiert großen Ehrgeiz in das Projekt – nicht ein bloßes Porträt, sondern ein richtiges Bild („un Tableau“) soll es werden und ihm zu Erfolg beim Pariser Salon verhelfen.
In dieser Zeit füllt Degas sein Skizzenbuch mit Zeichnungen nach Agnolo  Bronzino und Van Dyck aus den Uffizien und von Botticelli im Palazzo Pitti. Der Vater des Malers, der von ihm eine Sendung seiner jüngsten Werke erhalten hat, rät ihm in einem Brief, sich auf die Porträtmalerei zu konzentrieren, die für ihn gewiss „Le plus beau fleuron de ta couronne“ sei. Ab diesem Zeitpunkt kann Edgar Degas seinen Vater anhand der Skizzen, die er von den Bellellis in Florenz anfertigt, von seinem Fortschritten als Porträtmaler überzeugen.
In einem Brief an Gustave Moreau beschreibt Degas seine beiden Cousinen und seine Fortschritte mit dem Bild:

« J’ai deux petit cousins a manger … Je les fait avec leurs robes noires et des petits tabliers blancs qui leur vont à ravir … je voudrais une certaine grace naturelle avec une noblesse que je ne sait comment qualifier. »

„Ich habe zwei kleine Cousinen zum Essen … Ich mache sie mit ihren schwarzen Kleidern und kleinen weißen Schürzen, die perfekt zu ihnen passen... Ich hätte gerne eine gewisse natürliche Anmut mit einer Vornehmheit, die ich nicht beschreiben kann.“

Ab dem 29. Dezember 1858 beginnt er mit der Komposition des Gemäldes und kehrt mit den Entwürfen im April 1859 nach Paris zurück; Degas plant zunächst einen vertikalen pyramidenförmigen Gruppierung der Baroneß und ihrer zwei Töchter, bevor er in einen horizontalen Bildaufbau den Ehemann mit einplant. In einem seiner Skizzenbücher von 1858/59 hatte Degas den Ehemann noch näher an die Personengruppe herangerückt, um nach seiner Rückkehr nach Paris in einem weiteren Skizzenbuch den endgültigen Aufbau festzulegen. Der Onkel sitzt im Lehnstuhl vor dem Kamin und kehrt dem Betrachter den Rücken zu.
Im Oktober 1859 bezieht Degas ein Atelier in der rue de Laval Nr. 13 (später umbenannt in Rue Victor-Massé) im 9. Arrondissement, wo er beginnt, an „La famille Bellelli“ zu arbeiten. Anfang 1860 reist Degas erneut nach Florenz, um weitere Studien des Kopfs von Gennaro Bellelli anzufertigen. Möglicherweise malte er in dieser Zeit auch ein Pastell der Gesamtkomposition, das den Kopf Gennaro Bellellis so ausgefeilt zeigt, dass die Vorzeichnungen von 1860 schon vorgelegen haben müssen.

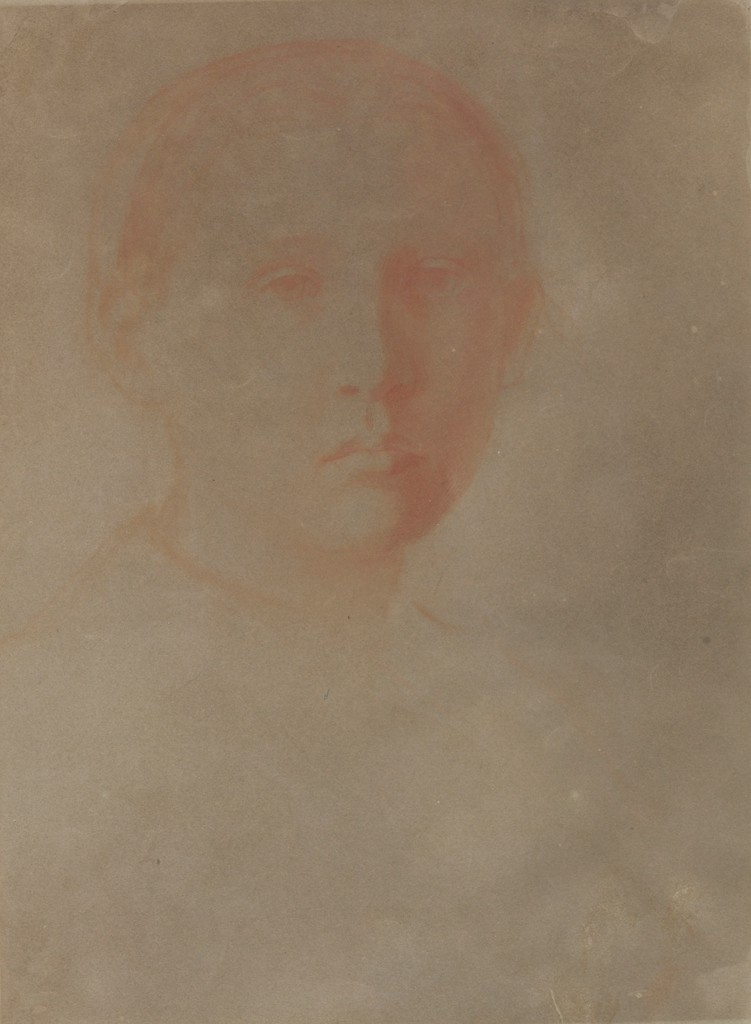
Degas: Studie Giovanna Bellelli
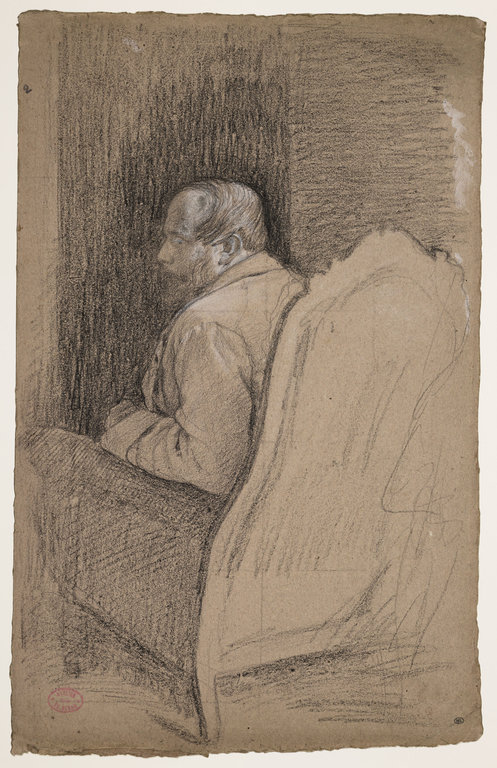
Degas: Studie des Barons Gennaro Bellelli
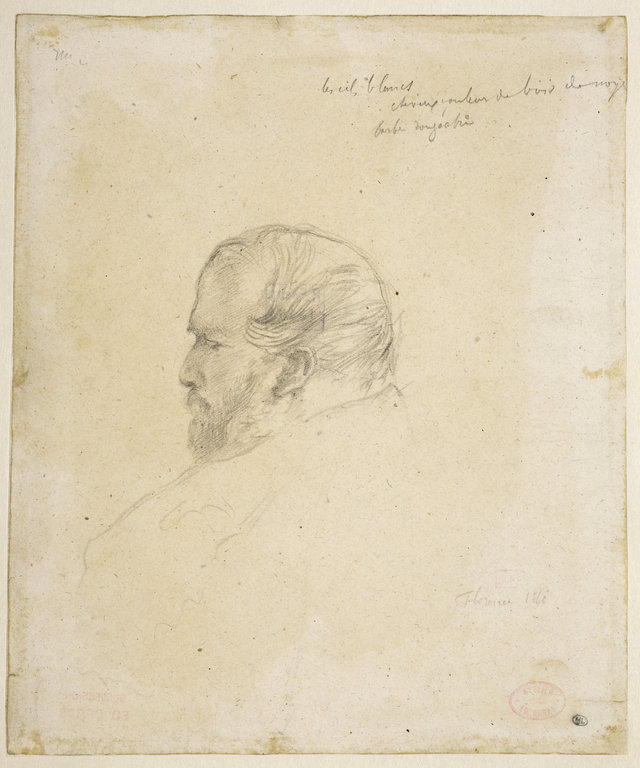
Degas: Studie des Barons Gennaro Bellelli
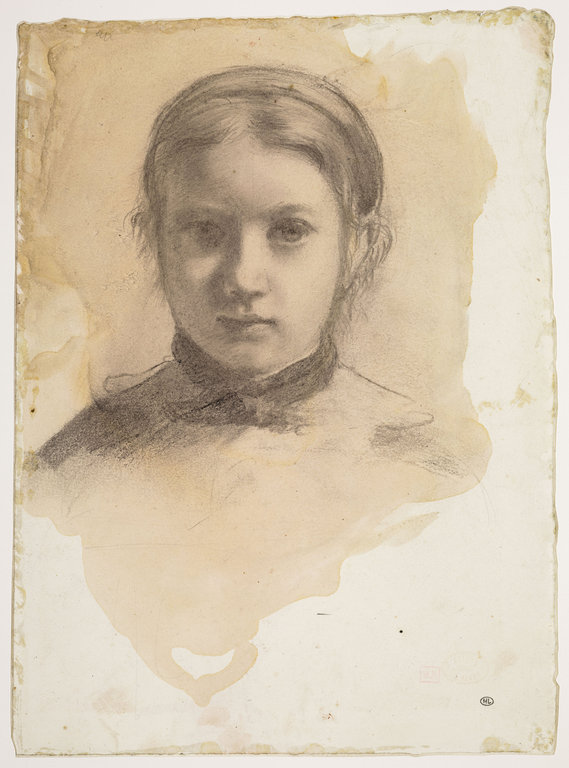
Degas: Portrait der Giovanna Bellelli
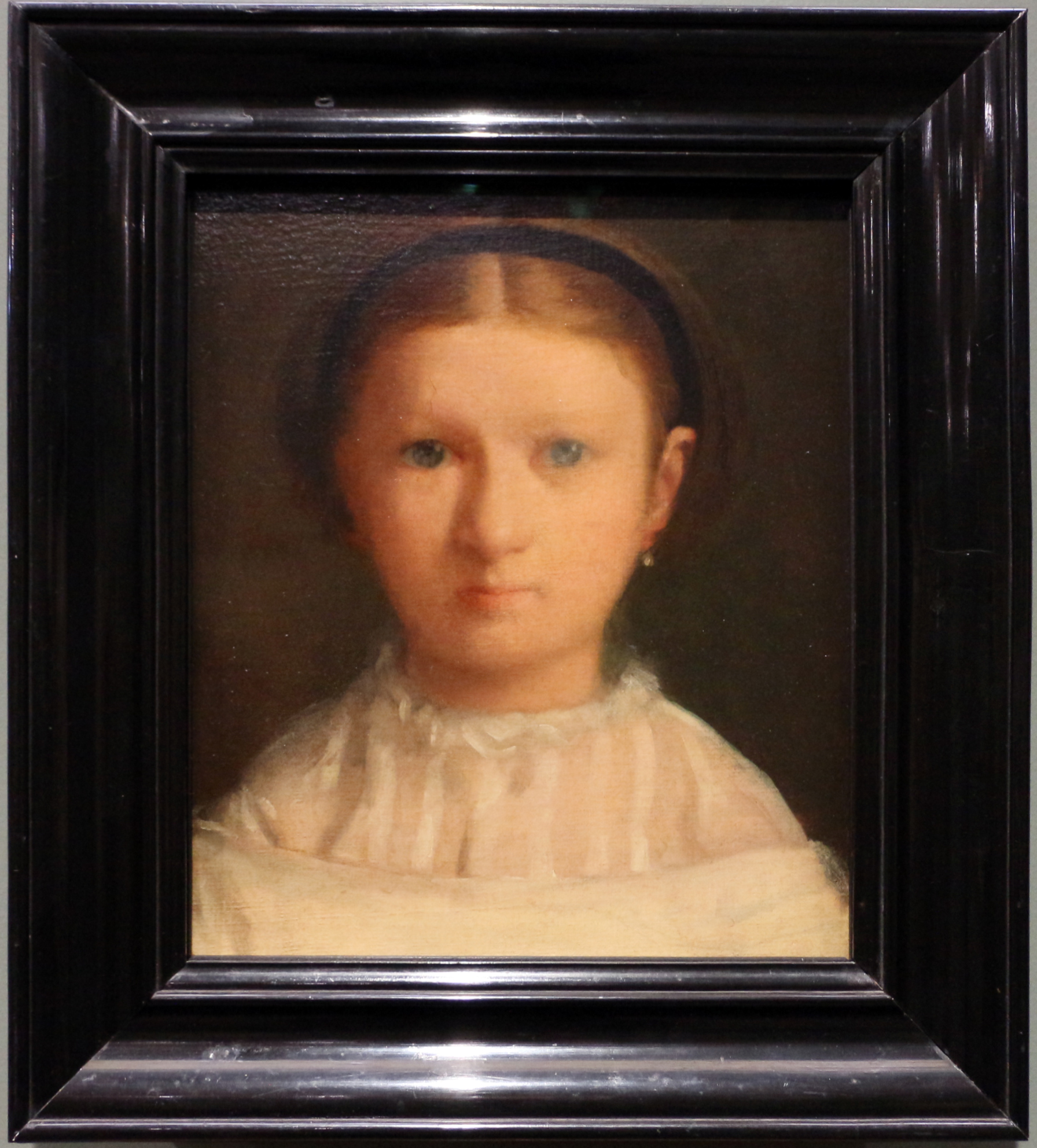
Edgar Degas: Bildnis Giovanna Bellelli, ca. 1856

### Bezüge zu Honoré Daumiers Karikatur „Un propriétaire“

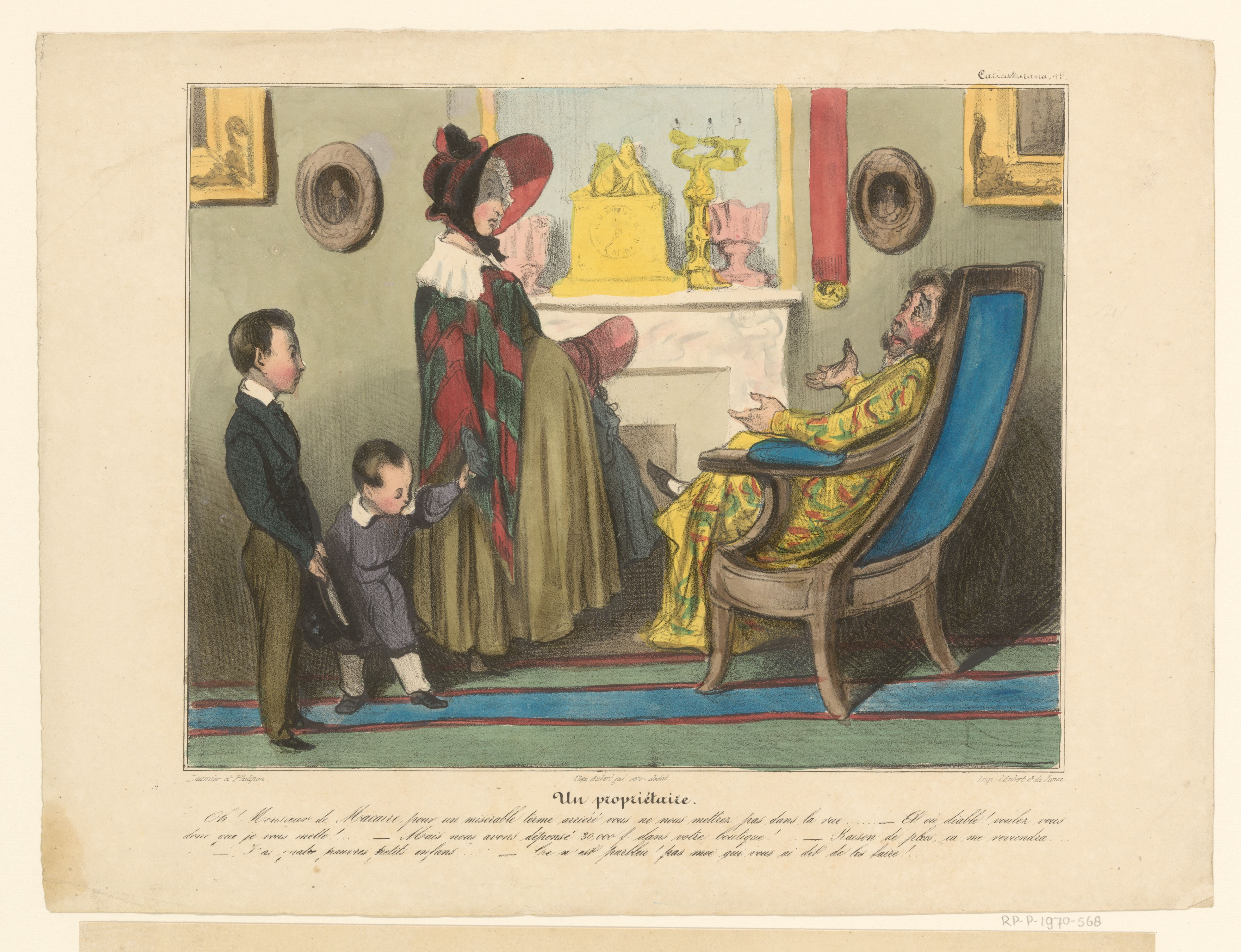
Honoré Daumier: Un propriétaire

Edgar Degas dürfte Honoré Daumiers Zeichnung aus der Serie „Locataires et propriétaires“ („Mieter und Vermieter“), erschienen in der Zeitschrift Le Charivari vom 26. Mai 1837, wohl noch vage im Kopf gehabt haben, als er mit der Bildkomposition begann. Das augenfälligste Verbindungsglied ist der Lehnstuhl des Onkels. Degas war ein Bewunderer Daumiers und sollte später noch weitere Lithographien Daumiers als Grundlage seiner Werke heranziehen.

## Rezeption
„La famille Bellelli“ nehme in Degas’ Werk eine Schlüsselstellung ein, meint Tobia Bezzola. Zu Recht höben die meisten Kommentatoren die psychologische Raffinesse und „den Sinn für das alltägliche Eheelend und Familiendrama“ hervor, mit dem Degas die zeremonielle Pose konterkariert. Mit diesem Bild vollziehe er den Abschied von seinen frühen Porträts; „das Interesse verlagert sich von der stilvollen Inszenierung zur lebensnahen Situation“.
Der Kunsthistoriker Roy McMullen legte in seiner Degas-Biografie den Gedanken nahe, dass es sich bei „La famille Bellelli“ um „ein brillant formuliertes Historienbild“ handele, denn „Genre kann zu einer Form von Historienmalerei werden, ein Umstand, der zweifellos zur Faszination des Bildes beitrug, als es an die Öffentlichkeit kam“, so Bezzola.
„Diese große, meisterhafte und ungewöhnliche Leinwand, die 58 Jahre [vor der Auktion im Jahr 1918] entstanden war, [zuvor] nie abgebildet und höchstwahrscheinlich nie ausgestellt wurde, musste die Neugierde für einen Künstler wecken, der dem jungen Alexis Rouart gegenüber beinahe prophetisch geäußert hatte, dass er ‚berühmt, aber unbekannt‘ sein möchte“, schrieb Jean Sutherland Boggs.

## Provenienz

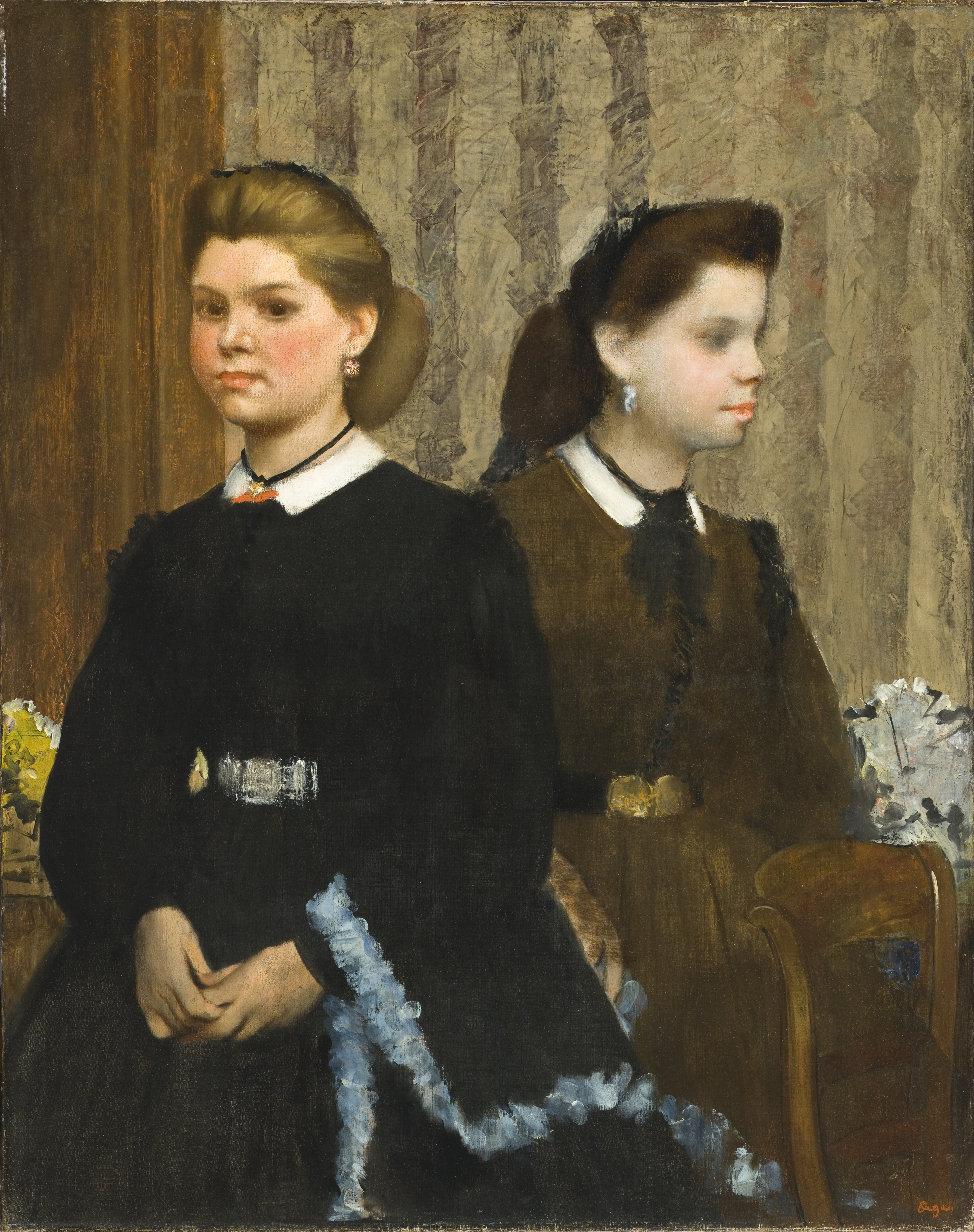
Edgar Degas:Les sœurs Bellelli (Giovanna and Giuliana Bellelli) 1865/66

Nach dem Tode Degas‘ am 27. September 1917 taten sich dessen Erben, sein Bruder René und die Kinder seiner Schwester Marguerite, mit den Kunsthändlern Durand-Ruel und Ambroise Vollard zusammen und erreichten, dass bereits im Mai 1918 erste Auktionen mit Werken aus seinem Atelier stattfinden konnten – 113 Ölbilder, 126 Pastelle und 27 Zeichnungen. Bereits vor der Auktion erwarb der französische Staat das größte der ausgestellten Werke, „La famille Bellelli“, für die damals immense Summe von 500.000 Francs, schrieb Jean Sutherland Boggs.